# پاتی (مجارستان)
پاتی (به مجاری:  Páty) یک شهرداری در مجارستان است که در ناحیه بوداکسی واقع شده‌است. پاتی ۳۹٫۲۹ کیلومتر مربع مساحت و ۷٬۳۶۸ نفر جمعیت دارد.